# Nuno Guerreiro (cantor)
Nuno Guerreiro (Loulé, 5 de setembro de 1972 – Lisboa, 17 de abril de 2025) foi um cantor e músico português, conhecido principalmente por seu trabalho como vocalista na banda Ala dos Namorados.

## Carreira
Nuno Guerreiro começou a cantar muito cedo, tendo como influência primordial Amália Rodrigues. Aos 16 anos foi para Lisboa, para frequentar a Escola de Dança do Conservatório.
O Teatro São Luiz foi o primeiro palco onde dançou e também foi o primeiro palco onde cantou quando colaborou com o grupo Diva, de Natália Casanova. Foi visto a cantar por Carlos Paredes, que o convidou a participar, em 1992, nos concertos do músico em Lisboa e Porto. Colaborou também com o ex-Madredeus Rodrigo Leão.
Foi convidado por João Gil e Manuel Paulo para a Ala dos Namorados.
Em 1998 gravou a solo o álbum Carta de Amor, com produção e arranjos do maestro japonês Akira Senju. O disco inclui vários standards e algumas composições da Ala dos Namorados. O disco inclui os temas "Amazing Grace", "Manhã de Carnaval", "Amapola", "Ao Sul", "Love Letters", "Greensleeves", "My Funny Valentine", "Perdidamente", "Takeda no komoriuta" e "When the Saints Go Marchin' In".
Em 2002 gravou o álbum Tento Saber, com produção de Gonçalo Pereira. Rui Veloso toca guitarra em "3 Minute Song", uma canção sua e de Carlos Tê. Inclui também "Por Amor, Por Alguém" (uma canção de Sara Tavares), "Tu Podes Dar" (de Lúcia Moniz e Pedro Campos) e uma versão de "Careless Whisper", de George Michael. A versão internacional do segundo disco inclui "Ampola" na versão usada num anúncio nipónico da Nissan.
No ano de 2007, participou no álbum de estreia do cantor TT, nas faixas "Não Olhes Para Trás" e "Vem Cá", tendo esta última sido lançada como terceiro single do álbum. No mesmo ano lançou o que seria o último álbum da Ala dos Namorados. Em seguida juntou-se a Olavo Bilac (Santos & Pecadores), Tozé Santos (Per7ume) e ao produtor Vítor Silva, para o projeto Zeca Sempre, de tributo a José Afonso.
Lançou ainda a solo o álbum Gangster Mascarado, que não obteve grande adesão. Um dos temas conta com a participação de Berg.
Em fevereiro de 2013 é lançado um novo álbum da Ala dos Namorados, Razão de Ser, em que revisitam os grandes temas da sua carreira com a colaboração de nomes como António Zambujo, Carlos do Carmo, Cristina Branco, Carlos Nobre, Dany Silva,  João Gil, Jorge Palma, Rão Kyao, Rui Pregal da Cunha, Shout e Susana Félix. No fim do ano de 2014, a Ala dos Namorados, lança o álbum Felicidade, dando início à Tour Felicidade 2015.
Em 2022, Nuno Guerreiro lança o seu último álbum a solo, Na Hora Certa.

## Contratenor
Uma vez que era contratenor, a sua voz permitia-lhe explorar diversas sonoridades; possuía assim a capacidade de interpretar ópera, e também fado, pop ou música soul.[carece de fontes?]
Estudou canto lírico no Conservatório Nacional português, onde também obteve o seu diploma como bailarino profissional.[carece de fontes?]

## Vida pessoal
Abertamente homossexual, Nuno Guerreiro referiu ter sido vítima de preconceito, embora tal não o tenha levado a esconder a sua orientação sexual. Assumiu também ter sido vítima de violência doméstica.

## Morte
Nuno Guerreiro morreu a 17 de abril de 2025, no Hospital de São Francisco Xavier, em Lisboa, onde estava internado desde a véspera, devido a uma infeção grave.

## Discografia a solo
- Carta de Amor - EMI - 1999
- Tento Saber - EMI - 2002
- Gangster Mascarado - Chiado - 2011
- Na Hora Certa - Metrosonic Records - 2022

## Filmografia

### Televisão
| Ano  | Título    | Personagem | Canal | Nota                                                 |
| ---- | --------- | ---------- | ----- | ---------------------------------------------------- |
| 2021 | A Máscara | Coruja     | SIC   | Concorrente (Ep. 1 ao 10 - 3.º lugar), 2.ª temporada |

## Colaborações
- Rodrigo Leão - Ave Mundi Luminare (1993)
- Diva - Santa Maria (1995)
- Cantigas de Amigos - Dona Ancra (1999)
- Shout! Natal - Natal (2003)
- Aldo Brizzi - Velada ou Revelada (Virgínia Rodrigues & Nuno Guerreiro)
- TT - "Vem Cá"  e "Não Olhes Para Trás" (2007)
- Zeca Sempre (2010)

## Prémios e nomeações
Prémio Blitz
| Ano  | Categoria            | Nota                    | Resultado |
| ---- | -------------------- | ----------------------- | --------- |
| 1994 | Revelação            | Com a Ala dos Namorados | Indicado  |
| 1994 | Melhor Voz Masculina |                         | Indicado  |
| 1995 | Melhor Voz Masculina |                         | Indicado  |
| 1996 | Melhor Voz Masculina |                         | Indicado  |
| 1997 | Melhor Voz Masculina |                         | Indicado  |
| 1999 | Revelação            |                         | Indicado  |
| 2000 | Melhor Voz Masculina |                         | Indicado  |

Globos de Ouro
| Ano  | Categoria     | Trabalho                                              | Trabalho associado | Nota                    | Resultado |
| ---- | ------------- | ----------------------------------------------------- | ------------------ | ----------------------- | --------- |
| 2000 | Melhor Grupo  |                                                       |                    | Com a Ala dos Namorados | Indicado  |
| 2000 | Melhor Canção | "Solta-se o Beijo" (Ala dos Namorados e Sara Tavares) |                    | Com a Ala dos Namorados | Venceu    |
| 2014 | Melhor Canção | "Caçador de Sóis" (com Shout)                         |                    | Com a Ala dos Namorados | Indicado  |
| 2014 | Melhor Grupo  |                                                       | Razão de Ser       | Com a Ala dos Namorados | Indicado  |